# Dendroctonus micans
Espèce
Dendroctonus micans, appelé hylésine géant ou dendroctone de l’épicéa par les francophones et Great spruce bark beetle par les anglophones, est une espèce de scolytes (coléoptères xylophages) natifs des forêts de conifères d'Europe et d'Asie. Ces coléoptères ravageurs et endémiques s'enfoncent dans l'écorce des épicéas et pondent des œufs qui se développent en larves se nourrissant des tissus sous l'écorce.

## Description
Les œufs de Dendroctonus micans sont lisses, blancs et translucides, déposés en groupes d'une centaine ou plus. Les larves sont apodes, en forme de « C », blanches avec la tête plus foncée. Elles font environ 5 millimètres de long à maturité. Les pupes sont blanches et ressemblent à des momies. Leurs pattes et leurs ailes, libres, ne sont pas collées au corps. Les adultes font entre 6  et   9 millimètres de long et sont de forme cylindrique et de couleur brun foncé. Les pattes et les antennes sont de couleur jaune-brun, la tête est distincte lorsque vue du haut. L'extrémité arrière des élytres est arrondie et lisse.
Les adultes sont noirs avec des poils orange. La taille relativement grande de l'adulte permet à la femelle de résister au flot de résine causé par le perçage de galeries dans l'arbre.

## Répartition géographique
Dendroctonus micans habite les forêts de conifères de l'Europe et de l'Asie. Sa provenance exacte n'est pas claire, pas plus que les régions où il est endémique, mais il est certain qu'il n'a cessé de se répandre vers l'ouest en Europe au cours des cent dernières années, aidé en partie par le transport des billots de bois. Il est présent dans la majeure partie du nord, du centre et de l'est de l'Europe. L'insecte a atteint la Belgique et la France, et a été détecté pour la première fois au Royaume-Uni en 1982. En France, il apparaît vers 1900 dans les Vosges. En Asie, il est présent dans l'île de Hokkaido au Japon, et dans les provinces chinoises du Heilongjiang, du Liaoning, du Qinghai et du Sichuan. Il a été introduit en Turquie et en Géorgie, où il est envahissant.

## Hôtes

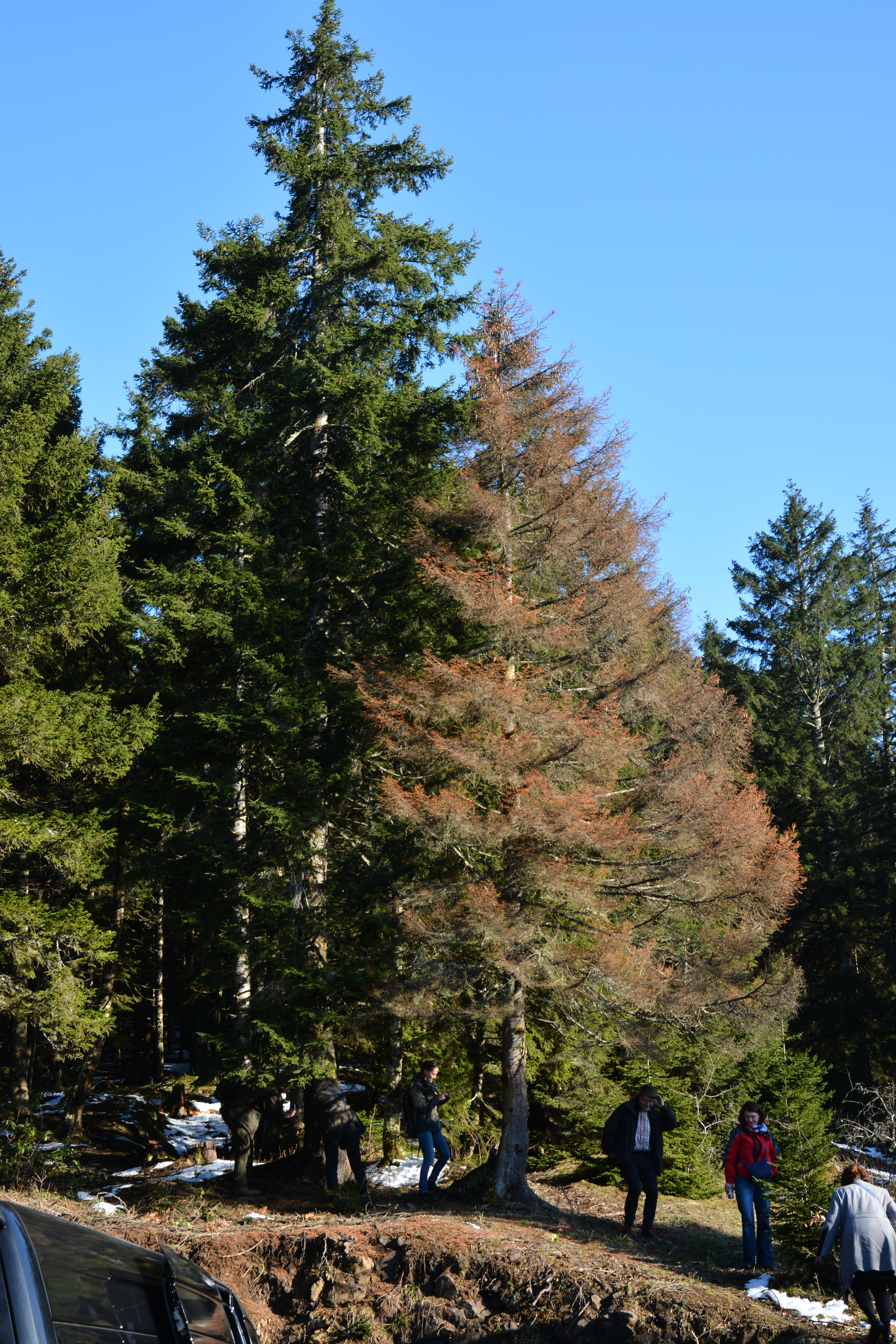
Épicéa d'Orient tué par D. micans

Dendroctonus micans est un insecte ravageur qui s'attaque principalement aux épicéas (genre Picea), préférant Picea abies (Épicéa commun) et Picea sitchensis (Épicéa de Sitka). Il infeste également le Pin sylvestre et plusieurs autres espèces de Pinus et de sapins, tels le Sapin de Nordmann, le Sapin de Sibérie, le Sapin de Douglas et le Mélèze d'Europe.

## Cycle de vie

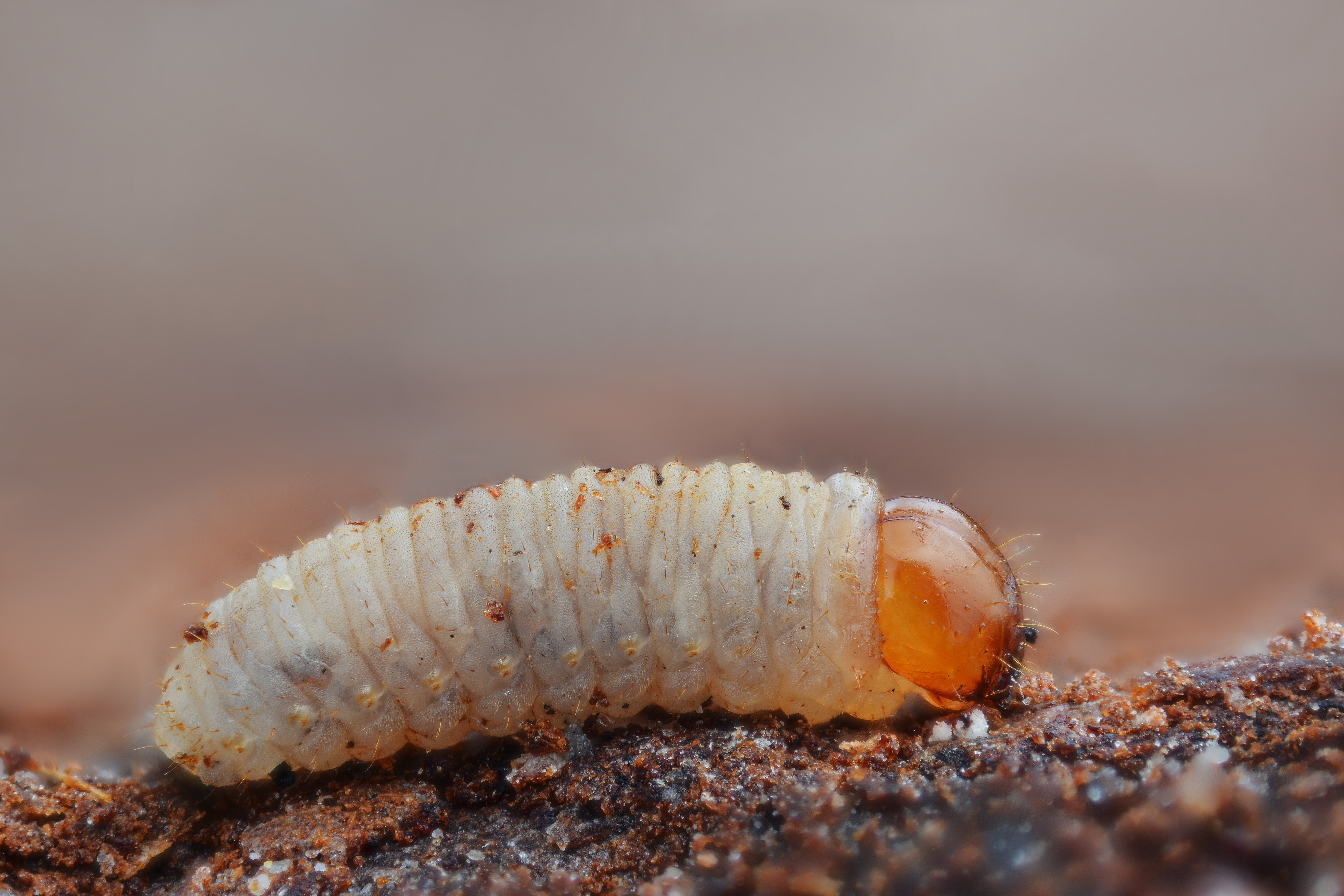
Larve de Dendroctonus micans

La femelle du scolyte creuse une galerie dans l'écorce d'un arbre hôte et crée une chambre à couvain dans le cambium. Toute accumulation de résine est mélangée avec les déjections de l'animal et poussée à l'extérieur du tunnel, créant une masse blanchâtre, ou d'un brun violacé appelée tube de résine (resin tube). Ils constituent un signe clair d'une infestation. Plus d'une centaine d’œufs sont pondus dans la chambre à couvain, après quoi la femelle se déplace, soit pour créer une autre chambre près de la première ou pour sortir de l'arbre et trouver un nouvel hôte.
Lorsque les œufs éclosent, les larves se nourrissent en groupe, formant un front forant son chemin dans l'arbre. Elles accumulent leurs déjections derrière elles. Il y a cinq stades larvaires et lorsque les larves sont entièrement développées, elles créent des chambres dans les excréments et s'y muent en pupes. Le temps total de développement varie avec la température, et peut aller de un à trois ans. Les nouveaux adultes peuvent rester sous l'écorce, forant de nouvelles galeries et créant de nouvelles chambres à couvain, ou ils peuvent émerger à l'air libre. Plusieurs femelles peuvent infester la même région et leurs galeries peuvent fusionner.

## Écologie
Le Dendroctone de l’épicéa est différent des autres membres du genre Dendroctonus en ce que ces coléoptères s'accouplent avant de sortir de sous l'écorce, alors que leur chitine n'est pas encore complètement développée. Il y a beaucoup plus de femelles que de mâles, souvent dans un rapport de 10 pour 1, atteignant exceptionnellement 45 pour 1. L'accouplement se fait habituellement entre frères et sœurs. Le coléoptère émerge à l'air libre à travers un trou rond qui peut être utilisé par de nombreux autres individus. Ces insectes ne volent pas bien et beaucoup se dispersent en marchant ou en creusant des galeries dans d'autres régions du même arbre. D'autres volent vers les arbres à proximité, et de petits groupes d'arbres peuvent être ainsi touchés. Chaque arbre est affaibli par le creusement des galeries effectué par les adultes et leurs larves : cela compromet l'écorce, sur une zone limitée. Un arbre hôte peut mourir après 5 à 8 ans à cause du ravageur, typiquement après que les galeries creusées ont fini de ceinturer le tronc complètement. Puisque le Dendroctone de l’épicéa ne s'enfonce pas profondément dans l'arbre, le bois est souvent récupérable.
Afin de tenter de contrôler cet insecte au Royaume-Uni, le coléoptère prédateur Rhizophagus grandis a été utilisé en lutte biologique. Ce dernier s'attaque spécifiquement à Dendroctonus micans et est remarquablement apte à détecter les adultes et les larves infestant un arbre. Le coléoptère prédateur est attiré par les excréments produits par sa proie, qui contiennent des monoterpènes. De fait, un mélange de monoterpènes synthétiques a été utilisé pour piéger R. grandis dans son habitat naturel, afin de colliger les insectes pour leur utilisation pour la lutte biologique. Un programme d'élevage et de dissémination de R. grandis a également été entrepris et, entre 1984 et 1995, plus de cent cinquante mille coléoptères ont été libérés dans plus de deux mille sites dans le nord-ouest de l'Angleterre et du pays de Galles, alors que les zones forestières avoisinantes ont été placées en quarantaine.